# Batalla del Berra
La batalla del Berra fou un enfrontament militar prop del rierol del Berra i de l'estany de l'Ull de Ca, al sud d'Arbuna (Narbona), on actualment hi ha el comú de Portèl, lliurada entre francs i musulmans el 737.

## Context històric
Després de la batalla de Tours, les noves agressions dels musulmans a la zona d'Arle obligaren als francs a promoure una nova expedició contra ells. Carles Martell aplegà un gran exèrcit de francs i borgonyons, apoderant-se d'Avinyó i travessant el Roine, assetja Arbuna, on es tancà el general musulmà Athima responsable de la defensa la ciutat. El valí Yússuf ibn Abd-ar-Rahman al-Fihrí del valiat d'Arbuna devia estar fora de la Septimània perquè no en parla cap crònica.

## Desenvolupament de la batalla
Mentre Carles Martell dirigia vigorosament el setge, el governador de l'Àndalus, Uqba ibn al-Hajjaj as-Salulí, advertit del perill que corria la ciutat, va comprendre que de la seva salvació depenia la sort de Septimània i va decidir enviar ajuda; immediatament va enviar un contingent sota comandament d'Amir ibn Ailet per socórrer la ciutat. Amir, per accelerar la seva marxa i evitar les passes dels Pirineus sens dubte vigilats, hi va anar per mar. Va arribar al Port Nou i va remuntar el riu però es va trobar amb les fortificacions construïdes pels assetjants que no esperava i llavors va desembarcar i va decidir anar a Narbona per terra. Carles no va tenir temps i, quan va saber de la seva arribada (un diumenge) va deixar una part de l'exèrcit al setge i amb l'altra part es va dirigir contra els que arribaven. Es van trobar en una vall de les Corberes, prop d'un antic palau visigot que portava aquest mateix nom. Amir va agafar posicions avantatjoses prop del rierol del Berra, entre Salses i Sijan, a uns 2 km de la mar i a uns 10 km al sud de Narbona, i fou atacat amb fúria pels francs sense temps de reconèixer el terreny. Els sarraïns, sorpresos, van resistir el primer atac, però Carles en persona va avançar i va matar de pròpia mà al general Amir, cosa que va comportar que les seves forces es van desbandar, encalçats pels francs, els quals van fer una carnisseria: els que es van tirar a l'aigua de l'estany foren perseguits en bots que els francs van aconseguir, i van continuar matant musulmans. Els que no van morir per les armes franques, van morir anegats o foren fets presoners, i pocs van aconseguir arribar als seus vaixells.
Després de la victòria dels francs van perseguir els àrabs a les llacunes pròximes al mar, i així obtingueren molt de botí i de presoners.

## Conseqüències
Carles Martell va devastar les forces de la majoria dels principals assentaments de Septimània, incloses Nimes, Agde, Besiers i Magalona. Malgrat aquestes victòries, va caldre una segona expedició aquell any per recuperar el control de la Provença després que les forces àrabs retornessin; i només es van retirar quan es van assabentar que Martell havia format una aliança amb els llombards.